# Khandi Alexander
Khandi Alexander (Nueva York, 4 de septiembre de 1957) es una actriz, bailarina y coreógrafa estadounidense.

## Carrera
Comenzó su carrera como bailarina en la década de 1980 y fue coreógrafa de la gira mundial de Whitney Houston entre 1988 y 1992.
Durante la década de 1990, Alexander apareció en varias películas, entre ellas CB4 (1993), What's Love to Do with It (1993), Sugar Hill (1994) y There's Something About Mary (1998). Interpretó a Catherine Duke en la sitcom de la NBC NewsRadio de 1995 a 1998. También tuvo un importante papel recurrente en el drama médico ER (1995-2001) como Jackie Robbins, hermana del doctor Peter Benton. Alexander también recibió elogios de la crítica por su actuación destacada en la miniserie de HBO The Corner en 2000.
De 2002 a 2009, Alexander interpretó a la doctora Alexx Woods en la serie CSI: Miami. De 2010 a 2013 interpretó a LaDonna Batiste-Williams en el drama de HBO Treme. Más tarde en 2013 se unió al elenco de la serie Scandal como Maya Lewis, madre de Olivia Pope, por cuya actuación recibió una nominación al Premio Emmy Primetime en 2015. Alexander también recibió una nominación al Premio Critics 'Choice Television por interpretar a la hermana de Bessie Smith en el película de 2015 Bessie.

## Filmografía
| Año            | Título                        | Rol                   | Notas |
| -------------- | ----------------------------- | --------------------- | ----- |
| 1985           | Streetwalkin                  | Estrella              |       |
| 1985           | A Chorus Line                 | Bailarina             |       |
| 1987           | Maid to Order                 | Prostituta            |       |
| 1993           | CB4                           | Sissy                 |       |
| 1993           | Joshua Tree                   | Maralena Turner       |       |
| 1993           | Menace II Society             | Karen Lawson          |       |
| 1993           | What's Love Got to Do with It | Darlene               |       |
| 1993           | Poetic Justice                | Simone                |       |
| 1994           | Sugar Hill                    | Ella Skuggs           |       |
| 1994           | House Party 3                 | Janelle               |       |
| 1994           | Greedy                        | Laura Densmore        |       |
| 1996           | No Easy Way                   | Diana Campbell        |       |
| 1998           | There's Something About Mary  | Joanie                |       |
| 1999           | Thick as Thieves              | Janet                 |       |
| 1999           | Spawn 3: Ultimate Battle      | Lakesha               | Voz   |
| 2002           | Fool Proof                    | Icarus                |       |
| 2002           | Emmett's Mark                 | Det. Middlestat       |       |
| 2002 CSI MIAMI | Dark Blue                     | Janelle Holland       |       |
| 2004           | Perfect Strangers             | Christie Kaplan       |       |
| 2006           | Rain                          | Latishia Arnold       |       |
| 2007           | First Born                    | Dierdre               |       |
| 2013           | The-N-word                    | Señora Greene         | Corto |
| 2014           | The Assault                   | Detective Jodi Miller |       |
| 2016           | A Woman, a Part               | Leslie                |       |
| 2016           | Pushing Dead                  | Dot                   |       |
| 2016           | Patriots Day                  | Veronica              |       |